# Python natalensis
Python natalensis is een slang uit de familie pythons (Pythonidae).

## Naam en indeling
De wetenschappelijke naam van de soort werd voor het eerst voorgesteld door Andrew Smith in 1840. Oorspronkelijk werd de wetenschappelijke naam Python sebae natalensis gebruikt.

## Uiterlijke kenmerken
Juveniele dieren zijn heel slank gebouwd, volwassen dieren hebben echter een zeer sterk lichaam. De brede, grote kop is duidelijk te onderscheiden door een insnoering van het lichaam. De snuit is afgerond naar de punt. De slang bereikt een lichaamslengte van 2,8 tot vier meter en kan een gewicht bereiken van meer dan vijftig kilo.

## Verspreiding en habitat
Python natalensis komt voor in delen van Afrika en leeft in de landen Botswana, Angola, Congo-Kinshasa, Zambia, Burundi, Tanzania, Kenia, Namibië, Zuid-Afrika, Mozambique en Zimbabwe.